# Pechgraben bei Klein-Krotzenburg
Das Naturschutzgebiet Pechgraben bei Klein-Krotzenburg (NSG-Kennung 1438022) liegt im hessischen Landkreis Offenbach. Es umfasst einen rund 34,04 Hektar großen Waldbestand im Stadtgebiet von Seligenstadt.

## Gebietsbeschreibung
Das Naturschutzgebiet liegt zwischen Seligenstadt und Klein-Krotzenburg. Es setzt sich aus naturnahen Laubwäldern, Feuchtgrünland, Röhrichten und Großseggenrieden zusammen und wird vom namengebenden Pechgraben durchflossen, ein letztes Relikt einer nacheiszeitlichen Flutrinne des Mains.

## Schutzzweck
Zweck der Unterschutzstellung ist es, einen besonders arten- und strukturreichen Teil der holozänen Mainaue mit naturnahen Laubwäldern, wertvollem Feuchtgrünland, Röhrichten und Großseggenriedern als Lebensraum zahlreicher gefährdeter Tier- und Pflanzenarten zu erhalten und zu entwickeln.